# Gefahrgutdatenbank
Die Gefahrgutdatenbank (GGDAT) ist eine Feuerwehrdatenbank, die von Werner Zigler aus Hall in Tirol gemeinsam mit Alois Weiss ursprünglich für Tirol aufgebaut wurde.
Seit 2005 wurde die fachliche Betreuung der GGDAT an den Chemiker Manfred Holzer übertragen. Er ist der Sachbearbeiter Gefahrgut im Landesfeuerwehrverband Tirol (LFV-Tirol). Mittlerweile ist die Gefahrgutdatenbank in ganz Österreich und Deutschland verbreitet.
Umfangreiche Sicherheitsdaten zahlreicher Stoffe können rasch und einfach abgefragt und als Einsatzdatenblatt ausgedruckt werden. Es enthält in übersichtlicher und praxisnaher Form auf einer Seite die wichtigsten Informationen für den Einsatzleiter der Feuerwehr. Neben der Einarbeitung der zweijährlichen ADR-Änderungen werden laufend Stoffdaten ergänzt bzw. an neuen Erkenntnissen angepasst. Auch Einsatzerfahrungen von Feuerwehren (Beständigkeit von Material etc.) können in eigenen Textfeldern sehr flexibel berücksichtigt werden. Inhaltliche Anregungen können jederzeit per Mail an die Herausgeber gerichtet werden.
Die Gefahrgutfahrzeuge des LFV-Tirol sind flächendeckend mit Laptop und GGDAT ausgerüstet.
Zusätzlich können aus der GGDAT sehr einfach Begleitpapiere für den Gefahrguttransport erstellt werden.